# Чжуан Цзяжун
Чжуан Цзяжун (кит.: 莊佳容) — тайванська тенісистка, що спеціалізується в основному на парній грі.

## Фінали турнірів Великого шолома

### Парний розряд: 2 (0–2)
| Результат | Рік  | Турнір          | Поверхня | Партнерка    | Супротивниці              | Рахунок            |
| Поразка   | 2007 | Australian Open | Хард     | Чжань Юнжань | Кара Блек Лізель Губер    | 6–4, 6–7(4–7), 6–1 |
| Поразка   | 2007 | US Open         | Хард     | Чжань Юнжань | Наталі Деші Дінара Сафіна | 6–4, 6–2           |

## Фінали турнірів WTA

### Парний розряд: 36 (22 титули, 14 поразок)
| Before 2009                   | Starting in 2009    |
| ----------------------------- | ------------------- |
| Турніри Великого шолома (0–2) |                     |
| Tier I (1–1)                  | Premier M (1–0)     |
| Tier II (2–1)                 | Premier 5 (0–0)     |
| Tier III (3–2)                | Premier (3–2)       |
| Tier IV & V (4–4)             | International (8–2) |

| Результат | Ранг | Дата            | Турнір                                         | Покриття | Партнер                    | Опоненти                                        | Рахунок                |
| --------- | ---- | --------------- | ---------------------------------------------- | -------- | -------------------------- | ----------------------------------------------- | ---------------------- |
| Поразка   | 1.   | 3 жовтня 2004   | Hansol Korea Open Tennis Championships         | Тверде   | Сє Шувей                   | Чо Юн Чон (тенісистка) Чон Мі Ра                | 3–6, 6–1, 5–7          |
| Перемога  | 1.   | 2 жовтня 2005   | Korea Open                                     | Тверде   | Латіша Чжань               | Джилл Крейбас Наталі Грандін                    | 6–2, 6–4               |
| Поразка   | 2.   | 1 жовтня 2006   | Korea Open                                     | Тверде   | Маріана Діас-Оліва         | Вірхінія Руано Паскуаль Паола Суарес            | 2–6, 3–6               |
| Поразка   | 3.   | 8 жовтня 2006   | Japan Open                                     | Тверде   | Чжань Юнжань               | Ваня Кінг Єлена Костанич-Тошич                  | 6–7(2), 7–5, 2–6       |
| Поразка   | 4.   | 27 січня 2007   | Відкритий чемпіонат Австралії з тенісу         | Тверде   | Чжань Юнжань               | Кара Блек Лізель Губер                          | 4–6, 7–6(4), 1–6       |
| Поразка   | 5.   | 11 лютого 2007  | Pattaya Women's Open, Таїланд                  | Тверде   | Чжань Юнжань               | Ніколь Пратт Мара Сантанджело                   | 4–6, 6–7(4)            |
| Перемога  | 2.   | 18 лютого 2007  | Bangalore Open, Індія                          | Тверде   | Чжань Юнжань               | Сє Шувей Алла Кудрявцева                        | 6–7(4), 6–2, [11–9]    |
| Поразка   | 6.   | 18 березня 2007 | Indian Wells Open, U.S.                        | Тверде   | Чжань Юнжань               | Ліза Реймонд Саманта Стосур                     | 3–6, 5–7               |
| Перемога  | 3.   | 17 червня 2007  | Birmingham Classic, UK                         | Трава    | Чжань Юнжань               | Сунь Тяньтянь Мейлен Ту                         | 7–6(3), 6–3            |
| Перемога  | 4.   | 23 червня 2007  | Rosmalen Grass Court Championships, Нідерланди | Трава    | Чжань Юнжань               | Анабель Медіна Гаррігес Вірхінія Руано Паскуаль | 7–5, 6–2               |
| Поразка   | 7.   | 9 вересня 2007  | Відкритий чемпіонат США з тенісу               | Тверде   | Чжань Юнжань               | Наталі Деші Дінара Сафіна                       | 4–6, 2–6               |
| Перемога  | 5.   | 23 вересня 2007 | China Open                                     | Тверде   | Сє Шувей                   | Хань Сіньюнь Сюй Їфань                          | 7–6(2), 6–3            |
| Перемога  | 6.   | 30 вересня 2007 | Korea Open                                     | Тверде   | Сє Шувей                   | Елені Даніліду Ясмін Вер                        | 6–2, 6–2               |
| Поразка   | 8.   | 7 жовтня 2007   | Японія Open                                    | Тверде   | Ваня Кінг                  | Сунь Тяньтянь Янь Цзи                           | 6–1, 2–6, [6–10]       |
| Перемога  | 7.   | 10 лютого 2008  | Pattaya Open, Таїланд                          | Тверде   | Чжань Юнжань               | Сє Шувей Ваня Кінг                              | 6–4, 6–3               |
| Поразка   | 9.   | 9 березня 2008  | Bangalore Open, Індія                          | Тверде   | Чжань Юнжань               | Пен Шуай Сунь Тяньтянь                          | 4–6, 7–5, [8–10]       |
| Перемога  | 8.   | 18 травня 2008  | Мастерс Рим                                    | Ґрунт    | Чжань Юнжань               | Івета Бенешова Жанетта Гусарова                 | 7–6(5), 6–3            |
| Поразка   | 10.  | 24 травня 2008  | Internationaux de Strasbourg, Франція          | Ґрунт    | Чжань Юнжань               | Yan Zi Тетяна Перебийніс                        | 4–6, 7–6(3), [6–10]    |
| Перемога  | 9.   | 27 липня 2008   | LA Women's Tennis Championships, U.S.          | Тверде   | Чжань Юнжань               | Ева Грдінова Владіміра Угліржова                | 2–6, 7–5, [10–4]       |
| Перемога  | 10.  | 28 вересня 2008 | Korea Open                                     | Тверде   | Сє Шувей                   | Віра Душевіна Марія Кириленко                   | 6–3, 6–0               |
| Перемога  | 11.  | 12 квітня 2009  | Amelia Island Championships, U.S.              | Ґрунт    | Саня Мірза                 | Квета Пешке Ліза Реймонд                        | 6–3, 4–6, [10–7]       |
| Перемога  | 12.  | 9 серпня 2009   | Los Angeles Classic, U.S.                      | Тверде   | Yan Zi                     | Кириленко Марія Юріївна Агнешка Радванська      | 6–0, 4–6, [10–7]       |
| Перемога  | 13.  | 18 жовтня 2009  | Japan Women's Open, Японія                     | Тверде   | Ліза Реймонд               | Шанелль Схеперс Абігейл Спірс                   | 6–2, 6–4               |
| Перемога  | 14.  | 16 січня 2010   | Hobart International, Австралія                | Тверде   | Квета Пешке                | Чжань Юнжань Моніка Нікулеску                   | 3–6, 6–3, [10–7]       |
| Поразка   | 11.  | 11 квітня 2010  | Ponte Vedra Beach, U.S.                        | Ґрунт    | Пен Шуай                   | Бетані Маттек-Сендс Yan Zi                      | 6–4, 4–6, [8–10]       |
| Перемога  | 15.  | 9 жовтня 2010   | КНР Open                                       | Тверде   | Ольга Говорцова            | Хісела Дулко Флавія Пеннетта                    | 7–6(2), 1–6, [10–7]    |
| Перемога  | 16.  | 21 травня 2011  | Internationaux de Strasbourg, Франція          | Ґрунт    | Акгуль Аманмурадова        | Наталі Грандін Владіміра Угліржова              | 6–4, 5–7, [10–2]       |
| Перемога  | 17.  | 27 серпня 2011  | Connecticut Open, U.S.                         | Тверде   | Говорцова Ольга Олексіївна | Сара Еррані Роберта Вінчі                       | 7–5, 6–2               |
| Поразка   | 12.  | 14 січня 2012   | Hobart International, Австралія                | Тверде   | Марина Еракович            | Ірина-Камелія Бегу Моніка Нікулеску             | 6–7(4), 7–6(4), [5–10] |
| Перемога  | 18.  | 4 березня 2012  | BMW Malaysian Open                             | Тверде   | Чжан Кайчжень              | Чжань Хаоцін Фудзівара Ріка                     | 7–5, 6–4               |
| Перемога  | 19.  | 5 травня 2012   | Estoril Open                                   | Ґрунт    | Чжан Шуай                  | Ярослава Шведова Галина Воскобоєва              | 4–6, 6–1, [11–9]       |
| Перемога  | 20.  | 20 вересня 2014 | Guangzhou International Women's Open, КНР      | Тверде   | Лян Чень                   | Алізе Корне Магда Лінетт                        | 2–6, 7–6(3), [10–7]    |
| Перемога  | 21.  | 23 травня 2015  | Internationaux de Strasbourg, Франція          | Ґрунт    | Лян Чень                   | Надія Кіченок Чжен Сайсай                       | 4–6, 6–4, [12–10]      |
| Поразка   | 13.  | 29 серпня 2015  | Connecticut Open, U.S.                         | Тверде   | Лян Чень                   | Юлія Гергес Луціє Градецька                     | 3–6, 1–6               |
| Перемога  | 22.  | 20 лютого 2016  | Dubai Tennis Championships, ОАЕ                | Тверде   | Дарія Юрак                 | Каролін Гарсія Крістіна Младенович              | 6–4, 6–4               |
| Поразка   | 14.  | 27 серпня 2016  | Connecticut Open, U.S.                         | Тверде   | Катерина Бондаренко        | Саня Мірза Моніка Нікулеску                     | 5–7, 4–6               |

## Виноски
1. 1 2  Player Profile // WTA website

| Тенісист | Це незавершена стаття про тенісиста чи тенісистку. Ви можете допомогти проєкту, виправивши або дописавши її. |